# Isocladiella
Isocladiella là một chi rêu trong họ Plagiotheciaceae.